# Stockelsdorfer Fayencemanufaktur

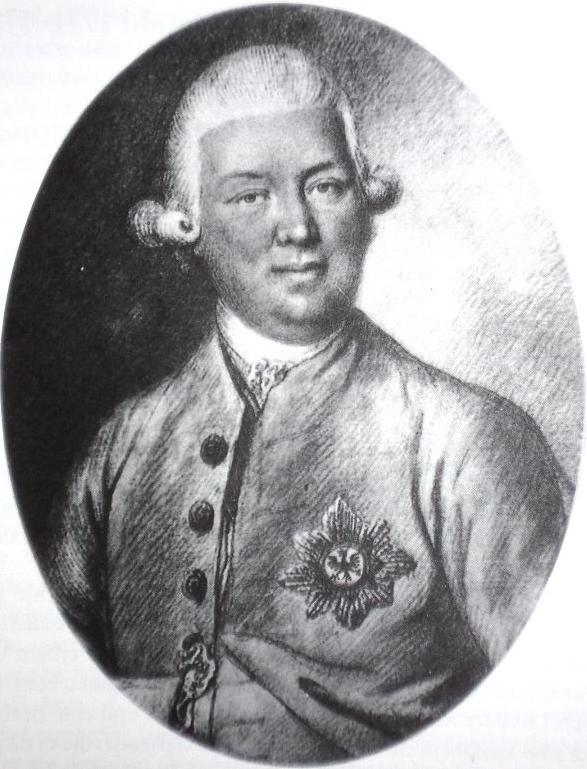
Georg Nicolaus Lübbers (1724–1788), der Gründer der Stockelsdorfer Fayencemanufaktur (zeitgenössische Zeichnung)

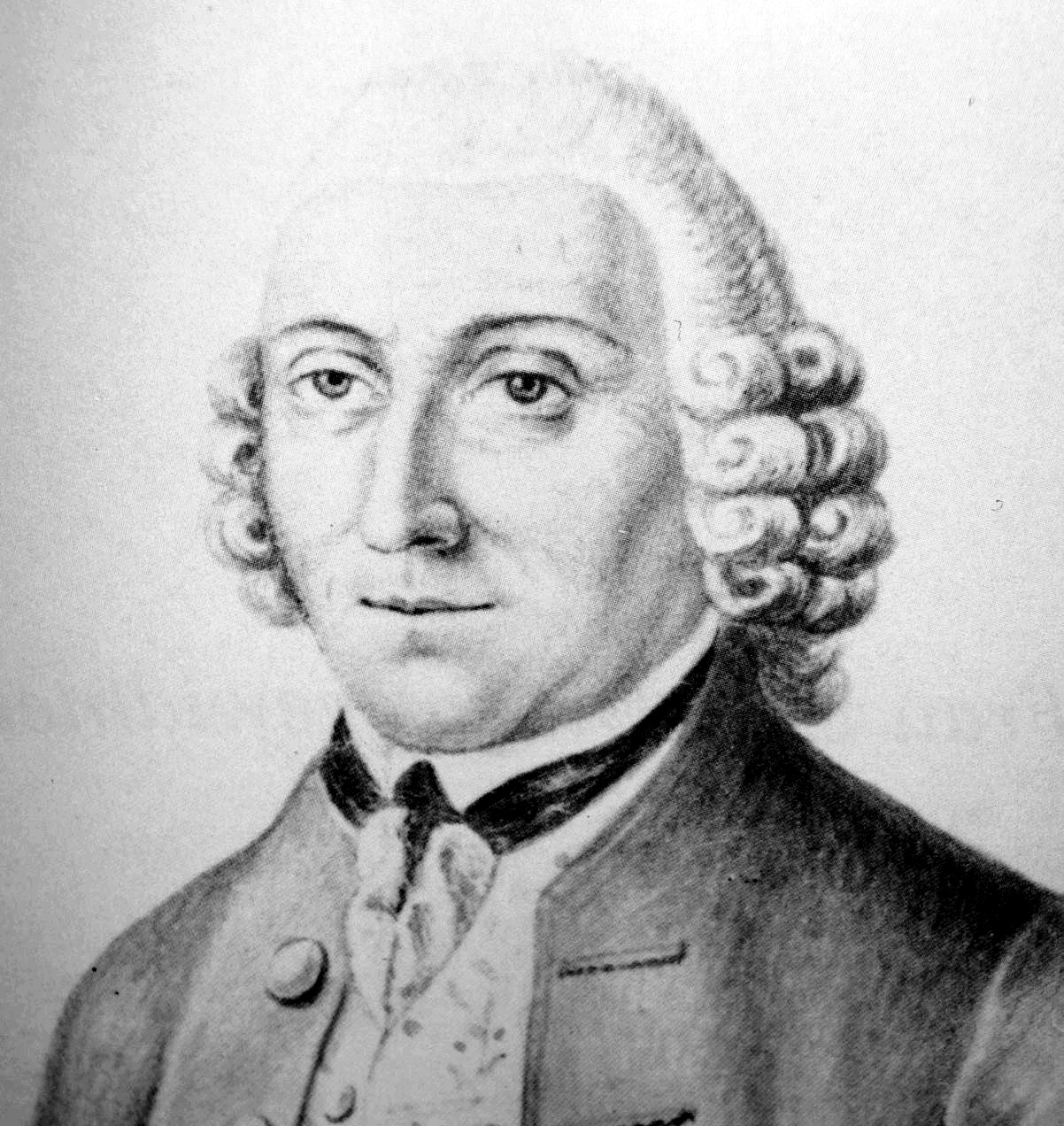
Johann Georg Buchwald (1723–1806), der Leiter der Manufaktur

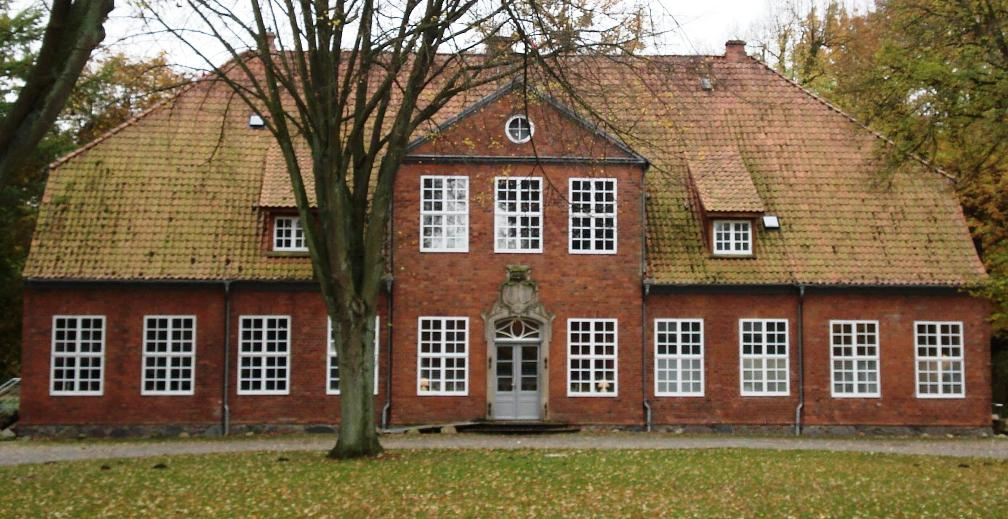
Das Herrenhaus Stockelsdorf, auf dessen Gelände sich die Stockelsdorfer Fayencemanufaktur befand

Die Stockelsdorfer Fayencemanufaktur war im 18. Jahrhundert eine norddeutsche Manufaktur zur Herstellung von Fayencen in Stockelsdorf bei Lübeck.
Im 18. Jahrhundert hatten Fayencen rund um die Ostsee in Nordeuropa Hochkonjunktur. Berühmteste deutsche Manufaktur in dieser Zeit war sicherlich die Stralsunder Fayencenmanufaktur, die von 1755 bis 1792 in der Hansestadt Stralsund bestand. Versuche, in Stockelsdorf eine ebensolche Manufaktur zu begründen, scheiterten zunächst an der nahen Konkurrenz der Kieler Fayencemanufaktur. Als diese jedoch 1771 schließen musste, war die Zeit für Stockelsdorf gekommen.
Auf dem Gelände des Gutes Stockelsdorf begründete dessen damaliger Besitzer Georg Nicolaus Lübbers (1724–1788) gemeinsam mit dem Leiter der geschlossenen Kieler Manufaktur Johann Georg Buchwald die Stockelsdorfer Fayencemanufaktur, die auch die Mitarbeiter der Kieler Manufaktur übernahm.
Die Problematik des Absatzes ihrer Produkte wurde insbesondere durch Einfuhrzölle in den schleswig-holsteinischen Herzogtümern und Dänemark verschärft. Die nahegelegene Hansestadt Lübeck erließ gar ein Importverbot für Erzeugnisse der Stockelsdorfer Manufaktur, um die Zunft der Töpfer in der Stadt zu schützen. Daher musste die Stockelsdorfer Fayencemanufaktur 1786 schließen.
Trotz aller Widrigkeiten konnte die Stockelsdorfer Manufaktur sich in der kurzen Zeit ihres Bestehens einen über Norddeutschland hinausgehenden hervorragenden Ruf erarbeiten. So finden sich denn auch trotz des damaligen Importverbots Zeugnisse der hochwertigen Arbeiten in Form eines Stockelsdorfer Ofens im Museum Behnhaus in Lübeck und weitere Stücke in den Fayencen-Sammlungen des St.-Annen-Museums, im Ostholstein-Museum Eutin und auf Gut Schierensee.

Werkstücke
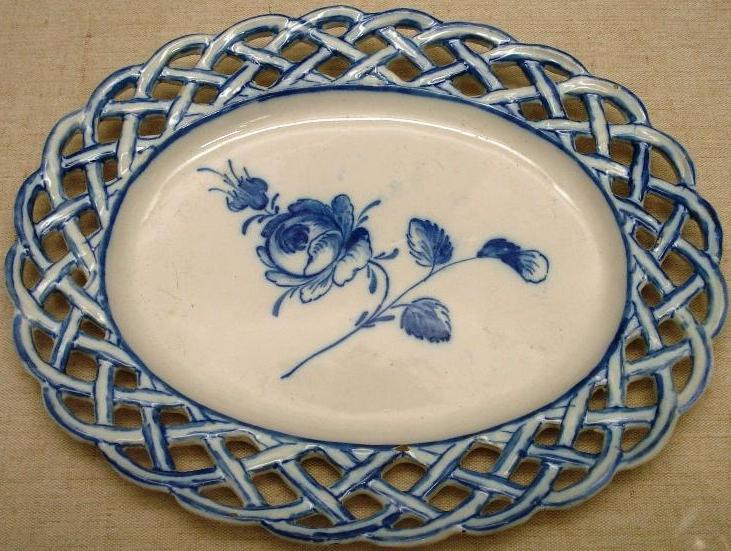
Flechtrandteller aus der Stockelsdorfer Fayencemanufaktur
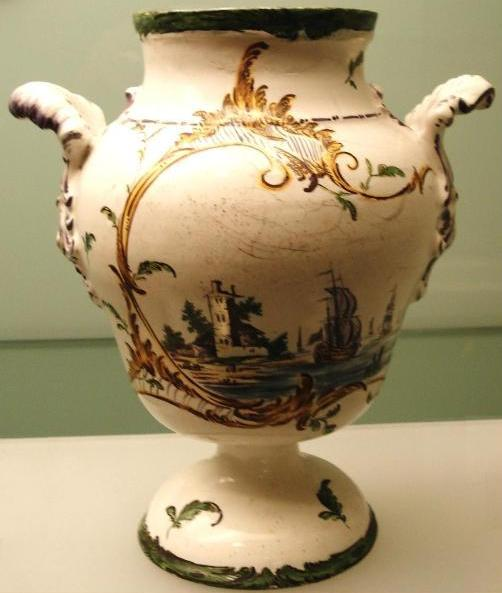
Potpurri (ohne Deckel) aus der Stockelsdorfer Fayencemanufaktur
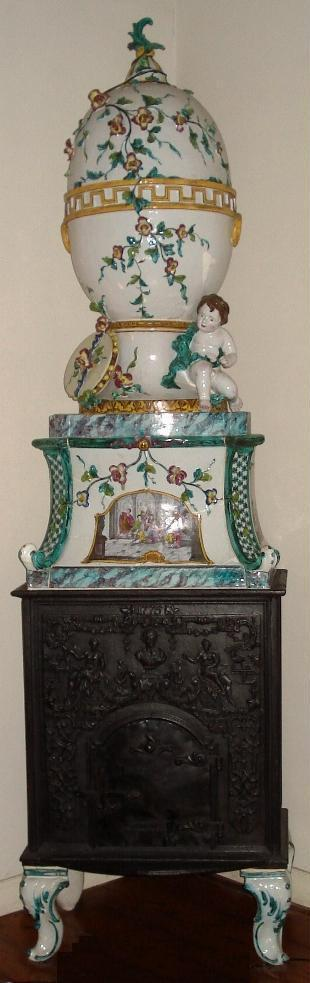
Ein „Stockelsdorfer Ofen“ aus der Stockelsdorfer Fayencemanufaktur